# Гершевич, Илья Аркадьевич
Илья Аркадьевич Гершевич (англ. , нем. и фр. Ilya Gershevitch, 24 октября 1914, Цюрих — 11 апреля 2001, Кембридж) — британский лингвист-иранист. Один из главных редакторов второго тома «Кембриджской истории Ирана». Профессор Кембриджа. Феллоу Британской академии, иностранный член Датской королевской академии (1982), Национальной академии деи Линчеи (1987).

## Биография
Илья Гершевич родился 24 октября 1914 года в Цюрихе, Швейцария, в небогатой семье российского происхождения. Его отец Аркадий Гершевич по образованию был медиком, мать Мила, урождённая Миров, — пианисткой. До 1914 года они жили в Германии, но с началом Первой мировой войны эмигрировали в Швейцарию. Через двенадцать лет после рождения сына Аркадий скончался от туберкулёза, и детей воспитывала мать, которая учила их играть на пианино и танцевать. Илья обучался в школах Локарно и Лугано. В то же время он очень хорошо воспринимал уроки матери и хотел после окончания школы начать музыкальную карьеру. Но судьба сложилась иначе и в 1933 году Гершевич поступил в качестве студента на факультет классики Римского университета, где слушал курс введения в индоевропейское языкознание и филологию. Находясь в Италии, Илья крестился по католическому обряду в Базилике Святого Петра. Он окончил университет в 1937 году со степенью dottore in lettere.
В 1938 Илья Гершевич прибыл в Англию, где поступил к Вальтеру Бруно Хеннингу в Школу востоковедения и африканистики Лондонского университета. В 1943 году он окончил обучение и защитил диссертацию на тему согдийского языка. Четыре года спустя Гершевич получил гражданство Великобритании, а в 1948 году поступил на работу в Кембриджский университет на должность лектора по специальности иранских языков. Он неоднократно посещал США, после 1960-х годов работая в нескольких университетах страны на должности приглашённого профессора.
Работая в Кембридже, Гершевич обучал студентов 7 иранским языкам. Под его надзором будущие учёные изучали языки путём штудирования иранской литературы, как современной, так и средневековой. Гершевич заслужил репутацию авторитетного лингвиста-ираниста, владея при этом и многими языками Европы, значительную часть из которых откровенно любил и отдельно восхищался итальянским. Уже в 1967 году Илья Аркадьевич был принят в качестве действительного члена в Британскую академию, а в дальнейшем получил статус иностранного член-корреспондента Датской королевской академии (1982), Национальной академии деи Линчеи (1987) и РАН (1992). В 1971 году он стал почётным доктором Бернского университета, где завоевал доверие аудитории благодаря беглому владению швейцарским немецким. Помимо этого при поддержке Гершевича был основан Департамент иранистики в Равенне.
После 1982 года Гершевич вышел на пенсию и вплоть до последних дней занимался написанием работ по лингвистике. 11 апреля 2001 года он скончался в Больнице Адденбрукс в Кембридже, а 9 дней спустя по желанию его жены и дочери тело Гершевича было кремировано.

## Работы и их оценки
Илья Гершевич является автором и редактором ряда книг в основном связанных с иранскими языками и историей Ирана. Его работа Philologia Iranica 1985 года является сборником его ранее выпущенных произведений на тему иранских языков и филологии. Главным редактором этой работы выступил ученик профессора Николас Симс-Уильямс. В работу в частности включены совместные исследования по иранистике Ильи Гершевича и Игоря Дьяконова. По мнению языковеда Освальда Семереньи, работа является превосходно выполненным сборником наиболее выдающихся эссе Гершевича, которого он называет одним из ведущих специалистов по иранскому языкознанию.
Другой знаменательной работой Гершевича стал второй том Кембриджской истории Ирана, который вышел под его редакцией совместно с рядом других выдающихся учёных в том же 1985 году. Работу высоко оценили специалисты, некоторые из них писали, что Гершевич если не лучший, то один из лучших кандидатов на роль редактора столь выдающейся работы.

## Семья
29 июня 1951 года Илья женился на Элизабет Мэри Сифриг, дочери Йозефа Сифрига родом из Люцерна. У пары была единственная дочь, родившаяся в 1958 году.

## Основные работы
Автор
- A grammar of Manichean Sogdian. — Oxford: Blackwell, 1954. — 308 p. — ISBN 10-143-0767-8. — ISBN 978-1-014-30767-5.
- Travels in bashkardia // Journal of the Royal Central Asian Society. — London: Royal Central Asian Society[англ.], 1959. — Vol. 46. — P. 213—225. — ISSN 0035-8789. — doi:10.1080/03068375908731669.
- The Avestan hymn to Mithra. — Cambridge: Cambridge University Press, 1959. — XIV, 356 p. — (University of Cambridge oriental publications, no. 4). — ISBN 05-210-5071-5. — ISBN 978-0-521-05071-5.
- Philologia Iranica / Nicholas Sims-Williams. — Wiesbaden: Dr. Ludwig Reichert Verlag[нем.], 1985. — XV, 303 S. — (Beiträge Zur lranistik, Bd. 12). — ISBN 38-822-6233-8. — ISBN 978-3-882-26233-9.

Редактор/соредактор
- Handbuch der Orientalistik / Ilya Gershevitch; Bertold Spuler; Hartwig Altenmüller; Wilfred Hugo van Soldt; Stephen F. Teiser (Hzrg). — Leiden: E.J. Brill, 1968. — VII, 203 S.
- W. B. Kenning memorial volume / edited by Mary Boyce and Ilya Gershevitch. — London : Lund Humphries ; Heidelberg : Julius Groos Verlag, 1970. — XLIII, 467 p. — (Asia Major Library). — ISBN 08-533-1255-9.
- Societies and languages of the ancient Near East : studies in honour of I.M. Diakonoff / edited by M. A. Dandamayev, I. Gershevitch, H. Klengel, G. Komoróczy, M. T. Larsen and J. N. Postgate[англ.]. — Warminster : Aris and Phillips ; Atlantic Highlands, N.J. : Distributors in North America by Humanities Press, 1986. — IX, 356 p. — ISBN 08-566-8205-5. — ISBN 978-0-856-68205-6.
- Cambridge history of Iran / edited by Ilya Gershevitch; William B. Fisher; Iḥsān Yāršātir. — Cambridge: Cambridge University Press, 1985. — Vol. 2, The Median and Achaemenian periods. — XVII, 946 p. — (Cambridge histories online). — ISBN 978-0-521-20091-2. — ISBN 05-212-0091-1.